# Michael Pineda
Michael Francisco Pineda Paulino (nacido el 18 de enero de 1989 en San Cristóbal) es un lanzador dominicano de Grandes Ligas que se encuentra en la organización de los Detroit Tigers. Hizo su debut en Grandes Ligas en 2011, y fue seleccionado para el Juego de Estrellas ese mismo año.

## Carrera

### Ligas menores
Pineda firmó con los Marineros de Seattle a los 16 años el 12 de diciembre de 2005. Hizo su debut profesional con los Marineros en la Liga Dominicana de Verano (DSL) en 2006, lanzando a un récord de 2 victorias y 1 derrota con una efectividad de 0.44, permitiendo solo una carrera limpia en toda la temporada. En 2007, tuvo un récord de 6-1 con una efectividad de 2.29 en el equipo de los Marineros en República Dominicana. Pineda lanzó en Clase-A para los Wisconsin Timber Rattlers de la Midwest League en 2008 y tuvo un récord de 8-6 con una efectividad de 1.95. Los opositores apenas batearon .216 contra él. Lideró el farm system de Seattle en efectividad, opponent batting average, y ponches (128). Fue cuarto en las menores en efectividad detrás de Madison Bumgarner, Jon Kibler y Chris Cody. Pineda fue el segundo en la Midwest League en efectividad detrás de Kibler. Quedó fuera del equipo All-Star de la Midwest League a favor de Alfredo Fígaro. La revista Baseball America no lo consideró como uno de los mejores 20 prospectos de la Midwest League. Sin embargo, fue nombrado Lanzador del Año de Ligas Menores de los Marineros.
Pineda batalló contra las lesiones durante la temporada 2009, perdiéndose la mayor parte del año debido una tensión del codo. Terminó con récord de 4-2 con una efectividad de 2.84 en Clase-A Avanzada para los High Desert Mavericks de la California League, mientras estuvo en el proceso de recuperación lanzó tres entradas en blanco para los Arizona League Mariners de la Liga de Novatos. Ponchó a 52 en 47 entradas y un tercio para el año.
Antes de la temporada 2010, Pineda fue considerado como el sexto mejor prospecto de los Marineros de acuerdo a la revista Baseball America. De vuelta en buen estado de salud en 2010, Pineda tuvo récord de 8-1 con una efectividad de 2.22 en Clase-A para los West Tenn Diamond Jaxx de la Southern League con 78 ponches y 17 boletos en 77 entradas lanzadas y un récord de 3-3 con una efectividad de 4.76 para el equipo de Clase-AAA Tacoma Rainiers de la Pacific Coast League con 76 ponches y 17 boletos en 62 entradas y un tercio. Los Marineros pusieron fin a su temporada, cuando llegó a 140 entradas lanzadas como medida de precaución contra posible lesiones. fue seleccionado nuevamente lanzador del año de ligas menores de los Marineros en 2010.
La revista Baseball America clasificó a Pineda como el segundo mejor prospecto en el sistema de los Marineros antes de la temporada 2011. Baseball America también lo calificó como el 60 mejor prospecto en todo el béisbol.

### Grandes Ligas

#### Seattle Mariners

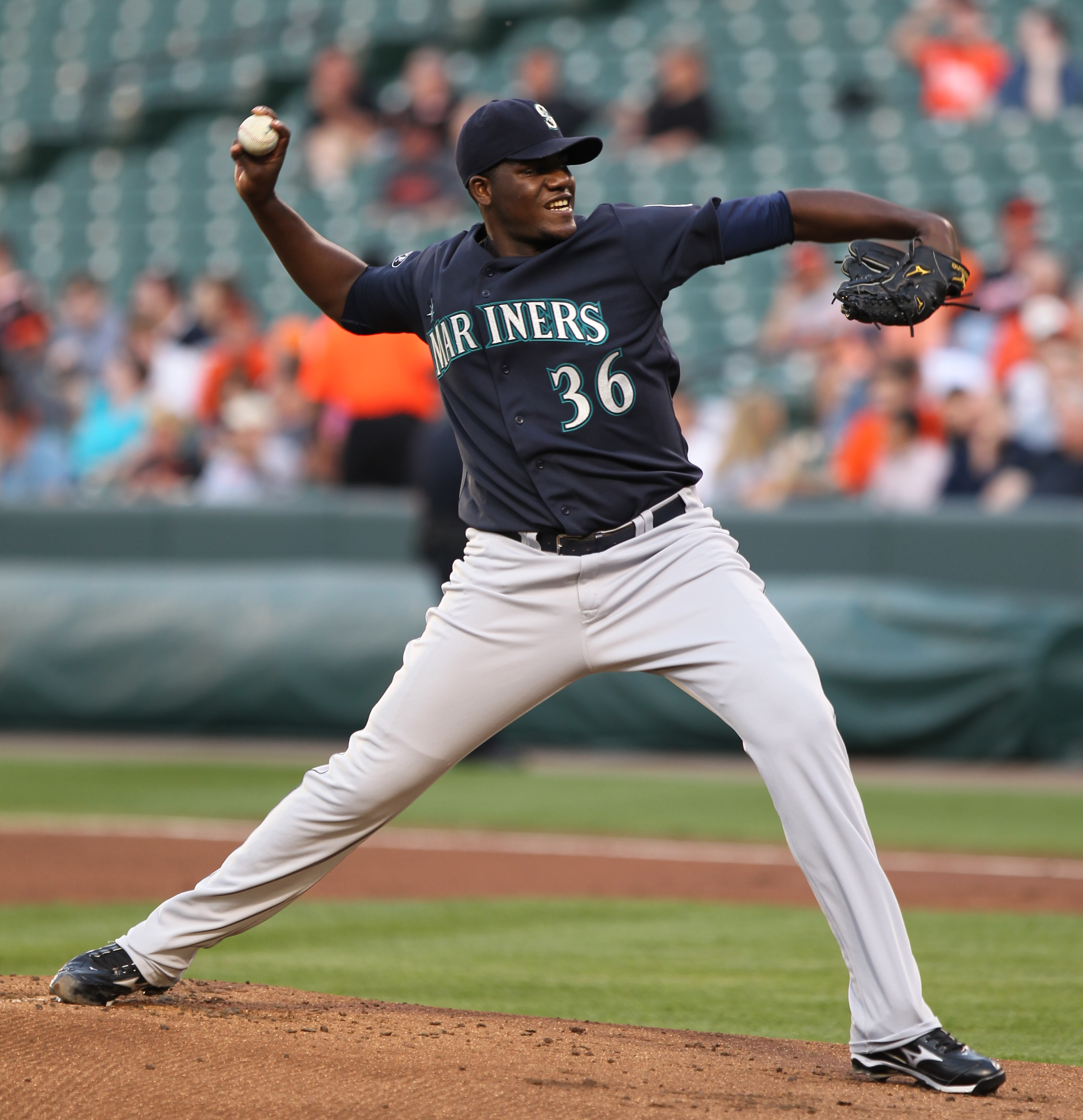
Pineda lanzando para los Marineros, 10 de mayo de 2011

Pineda hizo la rotación de los Marineros a partir de los entrenamientos de primavera de 2011 como el quinto abridor del equipo. El 5 de abril, ponchó a su primer bateador de Grandes Ligas, Ian Kinsler de los Rangers de Texas, con tres lanzamientos, pero permitió tres carreras en seis entradas, para perder el partido. Sin embargo, impresionó al mantener los bates de Texas relativamente tranquilos y no permitir jonrón. Pineda lanzó 7.1 innings, permitió dos carreras, ponchó a siete bateadores, y obtuvo su primera victoria en Grandes Ligas el 12 de abril de 2011 contra los Azulejos de Toronto. Pineda ponchó a nueve bateadores en un partido contra los Tigres de Detroit el 28 de abril, incluyendo los primeros cuatro bateadores que enfrentó. Pineda fue nombrado Novato del Mes de la Liga Americana en abril de 2011. Lanzó al menos seis innings en sus primeras cinco aperturas, permitiendo solo 22 hits y 12 boletos en 31 innings y un tercio, mientras ponchaba a 30 bateadores. El 23 de junio de 2011, Pineda obtuvo su primer hit de Grandes Ligas, un sencillo contra el lanzador abridor de los Diamondbacks de Arizona Jason Marquis. Este sencillo rompió un juego sin hits que duró 5.1 entradas.
Fue seleccionado para el Juego de Estrellas 2011 el 10 de julio en sustitución de Justin Verlander, quien fue ineligble para lanzar por haber lanzado el día anterior al Juego de Estrellas. Terminó con récord de 8-6, pero con una efectividad de 3.03 y 113 ponches en 113 entradas, permitiendo solo 36 boletos. Lanzó una entrada perfecta ponchando a Scott Rolen y Rickie Weeks.
Pineda terminó la temporada 2011 con un récord de 90-10 y una efectividad de 3.74. No registró ninguna victoria en sus últimas siete aperturas en los últimos dos meses del año, y los Marineros detuvieron su carga de trabajo como medida de precaución contra una posible lesión en el brazo. En 28 aperturas, ponchó a 173 bateadores, mientras que dio solo 55 boletos en más de 171 entradas. También terminó quinto en la votación para Novato del Año de la Liga Americana, detrás de Jeremy Hellickson, Mark Trumbo, Eric Hosmer, y Iván Nova, y por delante de su compañero de equipo Dustin Ackley, que terminó en sexto lugar.

#### New York Yankees
Durante la temporada baja 2011-12, los Marineros canjearon a Pineda a los Yanquis de Nueva York con José Campos por Jesús Montero y Héctor Noesí.
El 31 de marzo de 2012, Pineda fue colocado en la lista de lesionados de 15 días con una tendinitis en el hombro derecho, lo que le hizo perderse el inicio de la temporada.

## Scouting report
Pineda mide 6 pies 7 pulgadas y pesa 260 libras. La revista Baseball America clasificó a Pineda como el lanzador de mejor recta y control en el sistema de los Marineros en 2010, mientras que lo calificó como el lanzador de los Marineros en tener la mejor recta y el mejor slider en la temporada 2011. La recta de Pineda en 2011 estuvo en un promedio de 94.7 millas por hora, el más alto entre los novatos de Grandes Ligas con al menos 100 entradas lanzadas, ocupando el cuarto lugar en las Grandes Ligas detrás de Alexi Ogando, Justin Verlander, y David Price. Pineda además utiliza un cambio de velocidad.